# 三圣宫 (山打根)
三圣宫（英语：Sam Sing Kung Temple，或Three Saints Temple）是马来西亚沙巴州山打根的一座道观。始建于1887年，是继观音庙和谭公圣祖庙后山打根历史第三悠久的中国庙宇。也是山打根古迹观光路线的一部分。

## 历史
始建于1887年，经历了几次翻修。该道观最初作为来自清朝广东省的中國移民的宗教中心，由廣府民系、潮州民系、客家民系和海南民系的华人移民兴建。该道观供奉了如下“三圣”：
- 媽祖——渔民和水手的保护神；
- 文昌帝——学子文运的保护神；
- 关云长——正义的保护神。

这座道观也是华人信徒祈福与占卜的场所。

## 特征
它的铜钟由山打根的第一位名为Fung Ming Shan的华人甲必丹捐赠。 Fung Ming Shan由英国统治者于1887年任命，负责管理和监督镇上的华人社区。.